# پان‌آسیایی‌گرایی

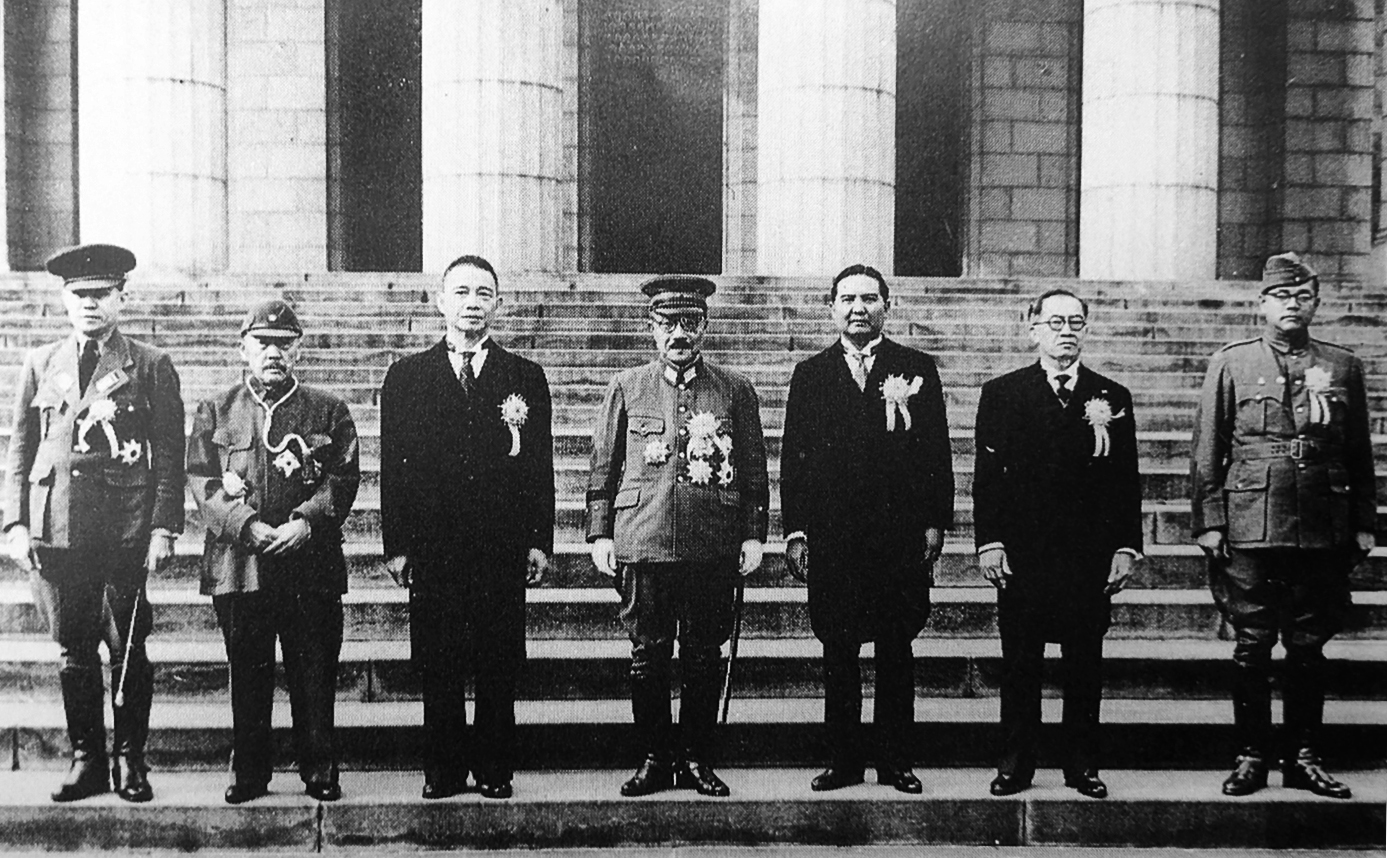
نمایی از کنفرانس آسیای شرقی بزرگ در نوامبر ۱۹۴۳، شرکت کنندگان (چپ به راست) با ماو، نماینده برمه، ژانگ جینگهویی، نماینده مانچوکو، وانگ جینگوی، نماینده چین، هیدکی توجو، نماینده ژاپن، وان وایتایاکون، نماینده تایلند، خوزه پی لورل، نماینده فیلیپین، سوبها چاندرا بوز، نماینده هند

پان‌آسیایی‌گرایی (انگلیسی: Pan-Asianism) یک ایدئولوژی است که باعث تقویت وحدت سیاسی و اقتصادی و همکاری مردمان آسیایی می‌شود. چندین نظریه و جنبش پان‌آسیاییسم به ویژه از شرق آسیا، جنوب آسیا و جنوب شرق آسیا ارائه شده‌است. کنفرانس کشورهای آسیایی سیکا نام دارد.